# Асаока Томоясу
Асаока Томоясу (яп. 浅岡 朝泰, 6 квітня 1962, Токіо — 6 жовтня 2021) — японський футболіст, що грав на позиції півзахисника.

## Клубна кар'єра
Грав за команду Nippon Kokan, Йоміурі.

## Виступи за збірну
Дебютував 1987 року в офіційних матчах у складі національної збірної Японії. У формі головної команди країни зіграв 8 матчів.

## Статистика
Статистика виступів у національній збірній.
| Збірна Японії | Збірна Японії | Збірна Японії |
| Роки          | Ігри          | голи          |
| ------------- | ------------- | ------------- |
| 1987          | 1             | 0             |
| 1988          | 5             | 0             |
| 1989          | 2             | 0             |
| Усього        | 8             | 0             |